# 向世界出發
《向世界出發系列》（英語：On the Road Series）是香港電視廣播有限公司拍攝製作的旅遊節目系列。
本節目系列共分為三輯：第一輯共分為35集；第二輯共分為32集；第三輯共分為30集。
本節目系列由韋家晴、陳嘉俊（陳志雲）作旁述，而主題音樂為星吉昭創作及演奏的《炎燒的大地》。節目有別於一般以吃喝玩樂為主的旅遊節目，藝員前往世界各地，不少屬於較貧困地區，介紹當地人的生活，探討人生意義。

## 播出時間
本節目系列共分為三輯：第一輯於2006年4月10日至5月26日，在翡翠台逢星期一至五22:35-23:05播出；第二輯於2007年3月12日至4月25日（2007年3月27日暫停播映），在翡翠台逢星期一至五22:35-23:05播出；第三輯於2008年6月23日至8月1日，在翡翠台及高清翡翠台逢星期一至五22:30-23:00播出，此輯為高清製作。

## 每集主題和嘉賓

### 第一輯（2006年）
| 集數 | 播映日期      | 主題                   | 拍攝地點               | 嘉賓                   | 相關連結 |
| 01   | 4月10日（一） | 介紹不同拍攝地點及嘉賓 | 介紹不同拍攝地點及嘉賓 | 介紹不同拍攝地點及嘉賓 | MyTV網頁 |
| 02   | 4月11日（二） | 生與死                 | 中国青海               | 羅家英                 | TVB網頁  |
| 03   | 4月12日（三） | 生與死                 | 中国青海               | 羅家英                 | TVB網頁  |
| 04   | 4月13日（四） | 生與死                 | 中国青海               | 羅家英                 | TVB網頁  |
| 05   | 4月14日（五） | 生與死                 | 中国青海               | 羅家英                 | TVB網頁  |
| 06   | 4月17日（一） | 生與死                 | 中国青海               | 羅家英                 | TVB網頁  |
| 07   | 4月18日（二） | 美麗·有罪？            | 泰国北部               | 周汶錡                 | TVB網頁  |
| 08   | 4月19日（三） | 美麗·有罪？            | 泰国北部               | 周汶錡                 | TVB網頁  |
| 09   | 4月20日（四） | 美麗·有罪？            | 泰国北部               | 周汶錡                 | TVB網頁  |
| 10   | 4月21日（五） | 美麗·有罪？            | 泰国北部               | 林 莉                  | TVB網頁  |
| 11   | 4月24日（一） | 的信望愛               |                        | 羅 蘭                  | TVB網頁  |
| 12   | 4月25日（二） | 的信望愛               |                        | 羅 蘭                  | TVB網頁  |
| 13   | 4月26日（三） | 的信望愛               |                        | 羅 蘭                  | TVB網頁  |
| 14   | 4月27日（四） | 的信望愛               |                        | 羅 蘭                  | TVB網頁  |
| 15   | 4月28日（五） | 雜技·孩子·夢           | 中国吳橋               | 林嘉欣                 | TVB網頁  |
| 16   | 5月1日（一）  | 雜技·孩子·夢           | 中国吳橋               | 林嘉欣                 | TVB網頁  |
| 17   | 5月2日（二）  | 雜技·孩子·夢           | 中国吳橋               | 林嘉欣                 | TVB網頁  |
| 18   | 5月3日（三）  | 雜技·孩子·夢           | 中国吳橋               | 林嘉欣                 | TVB網頁  |
| 19   | 5月4日（四）  | 雜技·孩子·夢           | 中国吳橋               | 林嘉欣                 | TVB網頁  |
| 20   | 5月5日（五）  | 富在迪拜               | 杜拜                   | 夏 雨                  | TVB網頁  |
| 21   | 5月8日（一）  | 富在迪拜               | 杜拜                   | 夏 雨                  | TVB網頁  |
| 22   | 5月9日（二）  | 富在迪拜               | 杜拜                   | 夏 雨                  | TVB網頁  |
| 23   | 5月10日（三） | 富在迪拜               | 杜拜                   | 夏 雨                  | TVB網頁  |
| 24   | 5月11日（四） | 意大利快樂的傳說       | 意大利                 | 胡杏兒                 | TVB網頁  |
| 25   | 5月12日（五） | 意大利快樂的傳說       | 意大利                 | 胡杏兒                 | TVB網頁  |
| 26   | 5月15日（一） | 意大利快樂的傳說       | 意大利                 | 胡杏兒                 | TVB網頁  |
| 27   | 5月16日（二） | 意大利快樂的傳說       | 意大利                 | 胡杏兒                 | TVB網頁  |
| 28   | 5月17日（三） | 意大利快樂的傳說       | 意大利                 | 胡杏兒                 | TVB網頁  |
| 29   | 5月18日（四） | 婚紗背後               | 印度                   | 米 雪                  | TVB網頁  |
| 30   | 5月19日（五） | 婚紗背後               | 印度                   | 米 雪                  | TVB網頁  |
| 31   | 5月22日（一） | 婚紗背後               | 印度                   | 米 雪                  | TVB網頁  |
| 32   | 5月23日（二） | 婚紗背後               | 印度                   | 米 雪                  | TVB網頁  |
| 33   | 5月24日（三） | 患難·情真              | 泰国普吉               | 鄭伊健                 | TVB網頁  |
| 34   | 5月25日（四） | 患難·情真              | 泰国普吉               | 鄭伊健                 | TVB網頁  |
| 35   | 5月26日（五） | 患難·情真              | 泰国普吉               | 鄭伊健                 | TVB網頁  |

### 第二輯（2007年）
| 集數 | 播映日期      | 主題                   | 拍攝地點               | 嘉賓                   | 相關連結                      |
| 01   | 3月12日（一） | 介紹不同拍攝地點及嘉賓 | 介紹不同拍攝地點及嘉賓 | 介紹不同拍攝地點及嘉賓 | MyTV網頁                      |
| 02   | 3月13日（二） | 愛·回家                | 柬埔寨                 | 謝霆鋒                 | TVB網頁（页面存档备份，存于） |
| 03   | 3月14日（三） | 愛·回家                | 柬埔寨                 | 謝霆鋒                 | TVB網頁（页面存档备份，存于） |
| 04   | 3月15日（四） | 愛·回家                | 柬埔寨                 | 謝霆鋒                 | TVB網頁（页面存档备份，存于） |
| 05   | 3月16日（五） | 愛·回家                | 柬埔寨                 | 謝霆鋒                 | TVB網頁（页面存档备份，存于） |
| 06   | 3月19日（一） | 國王與我               | 汶萊                   | 曾志偉                 | TVB網頁（页面存档备份，存于） |
| 07   | 3月20日（二） | 國王與我               | 汶萊                   | 曾志偉                 | TVB網頁（页面存档备份，存于） |
| 08   | 3月21日（三） | 國王與我               | 汶萊                   | 曾志偉                 | TVB網頁（页面存档备份，存于） |
| 09   | 3月22日（四） | 國王與我               | 汶萊                   | 曾志偉                 | TVB網頁（页面存档备份，存于） |
| 10   | 3月23日（五） | 國王與我               | 汶萊                   | 曾志偉                 | TVB網頁（页面存档备份，存于） |
| 11   | 3月26日（一） | 以色列的苦路           | 以色列                 | 蔡少芬                 | TVB網頁（页面存档备份，存于） |
| 12   | 3月28日（三） | 以色列的苦路           | 以色列                 | 蔡少芬                 | TVB網頁（页面存档备份，存于） |
| 13   | 3月29日（四） | 以色列的苦路           | 以色列                 | 蔡少芬                 | TVB網頁（页面存档备份，存于） |
| 14   | 3月30日（五） | 以色列的苦路           | 以色列                 | 蔡少芬                 | TVB網頁（页面存档备份，存于） |
| 15   | 4月2日（一）  | 女兒國戀愛崇拜         | 中国雲南               | 梁詠琪                 | TVB網頁（页面存档备份，存于） |
| 16   | 4月3日（二）  | 女兒國戀愛崇拜         | 中国雲南               | 梁詠琪                 | TVB網頁（页面存档备份，存于） |
| 17   | 4月4日（三）  | 女兒國戀愛崇拜         | 中国雲南               | 梁詠琪                 | TVB網頁（页面存档备份，存于） |
| 18   | 4月5日（四）  | 女兒國戀愛崇拜         | 中国雲南               | 梁詠琪                 | TVB網頁（页面存档备份，存于） |
| 19   | 4月6日（五）  | 女兒國戀愛崇拜         | 中国雲南               | 梁詠琪                 | TVB網頁（页面存档备份，存于） |
| 20   | 4月9日（一）  | 成與敗                 |                        | 廖偉雄                 | TVB網頁（页面存档备份，存于） |
| 21   | 4月10日（二） | 成與敗                 |                        | 廖偉雄                 | TVB網頁（页面存档备份，存于） |
| 22   | 4月11日（三） | 成與敗                 |                        | 廖偉雄                 | TVB網頁（页面存档备份，存于） |
| 23   | 4月12日（四） | 成與敗                 |                        | 廖偉雄                 | TVB網頁（页面存档备份，存于） |
| 24   | 4月13日（五） | 古都藝影               | 日本京都               | 汪明荃                 | TVB網頁（页面存档备份，存于） |
| 25   | 4月16日（一） | 古都藝影               | 日本京都               | 汪明荃                 | TVB網頁（页面存档备份，存于） |
| 26   | 4月17日（二） | 古都藝影               | 日本京都               | 汪明荃                 | TVB網頁（页面存档备份，存于） |
| 27   | 4月18日（三） | 古都藝影               | 日本京都               | 汪明荃                 | TVB網頁（页面存档备份，存于） |
| 28   | 4月19日（四） | 鼓舞黃河               | 中国黄土高原           | 陳鍵鋒                 | TVB網頁（页面存档备份，存于） |
| 29   | 4月20日（五） | 鼓舞黃河               | 中国黄土高原           | 陳鍵鋒                 | TVB網頁（页面存档备份，存于） |
| 30   | 4月23日（一） | 鼓舞黃河               | 中国黄土高原           | 陳鍵鋒                 | TVB網頁（页面存档备份，存于） |
| 31   | 4月24日（二） | 鼓舞黃河               | 中国黄土高原           | 陳鍵鋒                 | TVB網頁（页面存档备份，存于） |
| 32   | 4月25日（三） | 在世界中心呼喚你       | 總結                   | 總結                   | MyTV網頁                      |

### 第三輯（2008年）
向世界出發第三輯生命之匙於2007年10月籌備。
| 集數 | 播映日期      | 主題                   | 拍攝地點               | 嘉賓                   | 相關連結                      |
| 01   | 6月23日（一） | 介紹不同拍攝地點及嘉賓 | 介紹不同拍攝地點及嘉賓 | 介紹不同拍攝地點及嘉賓 | MyTV網頁                      |
| 02   | 6月24日（二） | 撒哈拉的自由人         | 撒哈拉                 | 周海媚                 | TVB網頁（页面存档备份，存于） |
| 03   | 6月25日（三） | 撒哈拉的自由人         | 撒哈拉                 | 周海媚                 | TVB網頁（页面存档备份，存于） |
| 04   | 6月26日（四） | 撒哈拉的自由人         | 撒哈拉                 | 周海媚                 | TVB網頁（页面存档备份，存于） |
| 05   | 6月27日（五） | 撒哈拉的自由人         | 撒哈拉                 | 周海媚                 | TVB網頁（页面存档备份，存于） |
| 06   | 6月30日（一） | 最後紮腳村             | 中國雲南               | 趙雅芝                 | TVB網頁（页面存档备份，存于） |
| 07   | 7月1日（二）  | 最後紮腳村             | 中國雲南               | 趙雅芝                 | TVB網頁（页面存档备份，存于） |
| 08   | 7月2日（三）  | 最後紮腳村             | 中國雲南               | 趙雅芝                 | TVB網頁（页面存档备份，存于） |
| 09   | 7月3日（四）  | 迷失東印度             | 東印度                 | 陳曉東                 | TVB網頁（页面存档备份，存于） |
| 10   | 7月4日（五）  | 迷失東印度             | 東印度                 | 陳曉東                 | TVB網頁（页面存档备份，存于） |
| 11   | 7月7日（一）  | 迷失東印度             | 東印度                 | 陳曉東                 | TVB網頁（页面存档备份，存于） |
| 12   | 7月8日（二）  | 迷失東印度             | 東印度                 | 陳曉東                 | TVB網頁（页面存档备份，存于） |
| 13   | 7月9日（三）  | 勿以善小而不為         | 中國貴州山区           | 慕蓮                   | TVB網頁（页面存档备份，存于） |
| 14   | 7月10日（四） | 勿以善小而不為         | 中國貴州山区           | 慕蓮                   | TVB網頁（页面存档备份，存于） |
| 15   | 7月11日（五） | 勿以善小而不為         | 中國貴州山区           | 慕蓮                   | TVB網頁（页面存档备份，存于） |
| 16   | 7月14日（一） | 風流·快活·墨西哥       | 墨西哥                 | 謝 賢                  | TVB網頁（页面存档备份，存于） |
| 17   | 7月15日（二） | 風流·快活·墨西哥       | 墨西哥                 | 謝 賢                  | TVB網頁（页面存档备份，存于） |
| 18   | 7月16日（三） | 風流·快活·墨西哥       | 墨西哥                 | 謝 賢                  | TVB網頁（页面存档备份，存于） |
| 19   | 7月17日（四） | 風流·快活·墨西哥       | 墨西哥                 | 謝 賢                  | TVB網頁（页面存档备份，存于） |
| 20   | 7月18日（五） | 風流·快活·墨西哥       | 墨西哥                 | 謝 賢                  | TVB網頁（页面存档备份，存于） |
| 21   | 7月21日（一） | 古巴危情               | 古巴                   | 鄭丹瑞                 | TVB網頁（页面存档备份，存于） |
| 22   | 7月22日（二） | 古巴危情               | 古巴                   | 鄭丹瑞                 | TVB網頁（页面存档备份，存于） |
| 23   | 7月23日（三） | 古巴危情               | 古巴                   | 鄭丹瑞                 | TVB網頁（页面存档备份，存于） |
| 24   | 7月24日（四） | 古巴危情               | 古巴                   | 鄭丹瑞                 | TVB網頁（页面存档备份，存于） |
| 25   | 7月25日（五） | 與獸同行               | 泰國                   | 方力申                 | TVB網頁（页面存档备份，存于） |
| 26   | 7月28日（一） | 與獸同行               | 泰國                   | 方力申                 | TVB網頁（页面存档备份，存于） |
| 27   | 7月29日（二） | 與獸同行               | 泰國                   | 方力申                 | TVB網頁（页面存档备份，存于） |
| 28   | 7月30日（三） | 悟                     | 韓國                   | 林燕妮                 | TVB網頁（页面存档备份，存于） |
| 29   | 7月31日（四） | 悟                     | 韓國                   | 林燕妮                 | TVB網頁（页面存档备份，存于） |
| 30   | 8月1日（五）  | 悟                     | 韓國                   | 林燕妮                 | TVB網頁（页面存档备份，存于） |

- 因應林燕妮離世，TVB於2018年6月5日深夜1時至2時35分於翡翠台重播第28至30集。

## 收視

### 第一輯
以下為本節目於香港無綫電視翡翠台之收視紀錄：
| 週次 | 日期                  | 平均收視 | 最高收視 |
| ---- | --------------------- | -------- | -------- |
| 1    | 2006年4月10日-4月14日 | 25點     | 27點     |
| 2    | 2006年4月17日-4月21日 | 27點     | 31點     |
| 3    | 2006年4月24日-4月28日 | 26點     |          |
| 4    | 2006年5月1日-5月5日   | 27點     | 30點     |
| 5    | 2006年5月8日-5月12日  | 27點     |          |
| 6    | 2006年5月15日-5月19日 | 26點     |          |
| 7    | 2006年5月22日-5月26日 | 28點     |          |

### 第二輯
以下為本節目於香港無綫電視翡翠台之收視紀錄：
| 週次 | 日期                  | 平均收視 | 最高收視 |
| ---- | --------------------- | -------- | -------- |
| 1    | 2007年3月12日-3月16日 | 26點     | 26點     |
| 2    | 2007年3月19日-3月23日 | 26點     |          |
| 3    | 2007年3月26日-3月30日 | 24點     |          |
| 4    | 2007年4月2日-4月6日   | 25點     |          |
| 5    | 2007年4月9日-4月13日  | 26點     | 28點     |
| 6    | 2007年4月16日-4月20日 | 23點     |          |
| 7    | 2007年4月23日-4月25日 | 22點     |          |

### 第三輯
以下為本節目於香港無綫電視翡翠台之收視紀錄：
| 週次 | 日期                  | 平均收視 | 最高收視 |
| ---- | --------------------- | -------- | -------- |
| 1    | 2008年6月23日-6月27日 | 29點     | 33點     |
| 2    | 2008年6月30日-7月4日  | 26點     | 28點     |
| 3    | 2008年7月7日-7月11日  | 27點     | 29點     |
| 4    | 2008年7月14日-7月18日 | 28點     |          |
| 5    | 2008年7月21日-7月25日 | 28點     | 30點     |
| 6    | 2008年7月28日-8月1日  | 28點     |          |

## 環節

### 走向世界
《走向世界》是本節目第二輯的一個環節。於每集播出後播放，內容環繞該集所到之處的歷史、文化。

### 走進世界
《走進世界》是本節目第三輯的一個環節。於每集播出後播放，內容環繞該集所到之處的歷史、文化。

## 抄襲爭議
《向世界出發》與亞洲電視於1990年代及2000年代所創作的節目《星光伴我行》及《尋找他鄉的故事》均由同一個創作班底創作。所以《向世界出發》是否涉及抄襲實在見仁見智。而節目名與亞洲電視同期播映的《從香港出發》非常相似。

## 獎項
| 頒獎典禮                                | 獲獎獎項                                   |
| 第一輯                                  | 第一輯                                     |
| --------------------------------------- | ------------------------------------------ |
| 萬千星輝頒獎典禮2006                    | 最具創意節目                               |
| 萬千星輝頒獎典禮2006                    | 最具欣賞價值大獎                           |
| 2006年度電視欣賞指數 調查最佳節目頒獎禮 | 最佳電視節目第一位                         |
| 2006年度電視欣賞指數 調查最佳節目頒獎禮 | 評審團大獎得獎單元： 《向世界出發》—生與死 |
| 壹電視大獎2007                          | 十大電視節目第三位                         |
| 第二輯                                  |                                            |
| 萬千星輝頒獎典禮2007                    | 最佳綜藝資訊節目                           |
| 2007年度電視欣賞指數 調查最佳節目頒獎禮 | 最佳電視節目第一位                         |
| 第三輯                                  |                                            |
| 2008年度電視欣賞指數 調查最佳節目頒獎禮 | 最佳電視節目第一位                         |

## 影碟發行
以下所有影碟均由電視廣播(國際)有限公司授權現代音像(國際)有限公司推出發行：
第一套於2007年1月期間推出發行了《向世界出發》(第一輯)DVD影碟零售版本，此影碟收錄全套35集，一輯共分為四盒影碟，設有粵語及國語發音版本，自選開啟或關閉繁體中文及簡體中文字幕。
第二套於2007年8月至10月期間推出發行了《向世界出發》(第二輯)DVD影碟零售版本，此影碟收錄全套32集，一輯共分為三盒影碟，設有粵語及國語發音版本，自選開啟或關閉繁體中文及簡體中文字幕。
第三套於2008年8月至11月期間推出發行了《向世界出發》(第三輯)DVD影碟零售版本，此影碟收錄全套30集，一輯共分為四盒影碟，設有粵語發音版本，自選開啟或關閉繁體中文及簡體中文字幕。

## 書籍出版
以下所有書籍均由電視廣播有限公司授權花千樹出版有限公司推出發行：
第一本於2006年6月推出發行了《向世界出發》書籍零售版本，此書籍可以把《向世界出發》(第一輯)節目內容改編而錄成書籍，重新編寫，重要添加拍攝片中節目內容資料圖片。
第二本於2007年6月推出發行了《向世界出發（第二輯）》書籍零售版本，此書籍可以把《向世界出發》(第二輯)節目內容改編而錄成書籍，重新編寫，重要添加拍攝片中節目內容資料圖片。

## 外部連結
- 無綫電視官方網頁 - 向世界出發（第一輯）
- 無線電視官方網頁 - 向世界出發（第一輯回顧）（页面存档备份，存于）
- 無綫電視官方網頁 - 向世界出發（第二輯）（页面存档备份，存于）
- 無綫電視官方網頁 - 向世界出發（第三輯）（页面存档备份，存于）
- TVBS官方網頁 - 向世界出發（第一輯）（页面存档备份，存于）

## 電視節目的變遷
| 香港無綫電視翡翠台 星期一至五 22:30-23:00 時段             | 香港無綫電視翡翠台 星期一至五 22:30-23:00 時段 | 香港無綫電視翡翠台 星期一至五 22:30-23:00 時段 |
| ---------------------------------------------------------- | ---------------------------------------------- | ---------------------------------------------- |
|                                                            | 向世界出發 (第一輯) (2006.04.10 - 2006.05.26)  |                                                |
| 棟篤狀王                                                   | 15/16                                          |                                                |
| 問題娛樂圈 (2007.01.04 - 2007.02.23)                       | 向世界出發 (第二輯) (2007.03.13 - 2007.04.24)  | 一生為奴 (第1-12集) (2007.04.26 - 2007.05.11)  |
| 香港無綫電視翡翠台、高清翡翠台 星期一至五 22:30-23:00 時段 |                                                |                                                |
| 亮相 (第一輯) (2008.05.05 - 2008.06.20)                    | 向世界出發 (第三輯) (2008.06.23 - 2008.08.01)  | —                                              |

## 獎項的變遷
| 前任： 殘酷一叮 | 萬千星輝頒獎典禮 最具創意節目 2006年 | 繼任： 味分高下 |

| 前任： 鄭和下西洋 | 萬千星輝頒獎典禮 最具欣賞價值大獎 2006年 | 繼任： 拾年 |